# Roches-Bettaincourt
Roches-Bettaincourt é uma comuna francesa na região administrativa de Grande Leste, no departamento de Haute-Marne. Estende-se por uma área de 41,38 km². Em 2010 a comuna tinha 572 habitantes (densidade: 13,8 hab./km²).